# Вулька-Добромірова
Вулька-Добромірова (пол. Wólka Dobromirowa) — село в Польщі, у гміні Опочно Опочинського повіту Лодзинського воєводства.
У 1975-1998 роках село належало до Пйотрковського воєводства.